# Fritz Steinmetz
Fritz Steinmetz, eigentlich Friedrich Paul Steinmetz (* 10. Mai 1917 in Berlin; † 21. Juli 2008 in Kassel), war ein deutscher Leichtathlet, Sportfunktionär und Sporthistoriker.

## Leben und Karriere
Fritz Steinmetz begann seine sportliche Karriere beim Polizei SV Berlin und wechselte 1934 zum SC Charlottenburg. 1934/35 gehörte er der siegreichen Jugendstaffel des Rennens Potsdam-Berlin an. Von 1937 bis 1941 fungierte der Mittelstreckenläufer als Verbandskampfrichter. Von 1940 bis 1990, zuletzt als Chefansager, war er Sprecher bei mehr als 500 Veranstaltungen der Leichtathletik in Deutschland, darunter Meisterschaften und Länderkämpfe. Nach Kriegsdienst und Kriegsgefangenschaft fungierte er von 1946 bis 1948 als Organisationsleiter und Pressewart der Deutschen Meisterschaften. Im Juli 1954 wurde er Geschäftsführer des Deutschen Leichtathletik-Verbandes in Kassel und blieb bis 1980 in dieser Position. 1972 wurde er ehrenamtlicher Generalsekretär der Association of Track and Field Statisticians (ATFS, Internationaler Verband der Leichtathletik-Statistiker). Er war Vorstandsmitglied des Hessischen Leichtathletik-Verbandes und 17 Jahre lang Kassenwart beim KSV Hessen Kassel und Leiter der Leichtathletik-Abteilung. 15 Jahre war Steinmetz Pressewart und Lehrwart des Hessischen Verbandes (HLV), zudem Mitglied des Präsidiums des Hessischen Leichtathletikverbandes. Hinzu kamen elf Jahre als stellvertretender Vorsitzender, davor Breitensportwart und Schriftführer des Verbandes. 1991 wurde er zum Ehren-Vizepräsidenten des HLV ernannt. Der Deutschen Olympischen Gesellschaft gehörte Steinmetz als Beiratsmitglied sechs Jahre lang an. 1990 wurde er außerdem Ehrenvorstandsmitglied des Vereines der Freunde der Leichtathletik. Am 11. Juni 2004 wurde Steinmetz für seine Verdienste im Kasseler Rathaus vom Oberbürgermeister der Stadt mit dem Bundesverdienstkreuz am Bande der Bundesrepublik Deutschland ausgezeichnet. 1991 wurde ihm vom Deutschen Leichtathletik-Verband die höchste Auszeichnung, der DLV-Ehrenring, verliehen.

## Forschung
Ab 1950 veröffentlichte Steinmetz Beiträge zur aktuellen Leichtathletik, aber auch zur Geschichte. Er rekonstruierte die Meisterschaftsergebnisse aus der Frühzeit der deutschen Leichtathletik und veröffentlichte bereits in den 1950er Jahren Ergebnisse seiner Recherchen in den Fachzeitschrift Leichtathletik und in den DLV-Jahrbüchern. 1973 veröffentlichte er den ersten Band seiner Geschichte der deutschen Leichtathletik, dem Standardwerk zu den Deutschen Meisterschaften von 1898 bis 1972. Die folgenden Bände 2 bis 5 wurden von dem Leichtathleten Gerd Hornberger herausgegeben. 
Der zweite Tätigkeitsschwerpunkt neben den Deutschen Meisterschaften war die Geschichte der deutschen Leichtathletik-Nationalmannschaft und die Erfolge deutscher Leichtathleten bei internationalen Meisterschaften. Daneben schrieb er statistische Beiträge für die Programmhefte von nationalen und internationalen Veranstaltungen, wie den Heften zum Berlin-Marathon. Nachdem Steinmetz 2004 in ein betreutes Wohnheim umzog, lagern seine Statistiksammlungen im Haus der Leichtathletik in Darmstadt. Der WorldCat listet 58 Werke von ihm auf.

## Schriften
- 75 Jahre Deutsche Leichtathletik-Meisterschaften (1898–1972). Bartels und Wernitz, Berlin 1973, ISBN 3-87039-956-2.
- Deutsche Leichtathletik-Meisterschaften Band 2. Hornberger, Waldfischbach 1982.
- Deutsche Leichtathletik-Meisterschaften Band 3. Hornberger, Waldfischbach 1988.
- Deutsche Leichtathletik-Meisterschaften Band 4. Hornberger, Waldfischbach 1994.
- Deutsche Leichtathletik-Meisterschaften Band 5. Hornberger, Waldfischbach 2000.
- Deutsche Mannschaftsmeisterschaften. Steinmetz, Kassel 1990.
- mit Manfred Grieser: Im Nationaltrikot. Alle deutschen Leichtathleten in Nationalmannschaften 1896–1992. Steinmetz, Kassel 1993.
- mit Dieter Huhn: Erfolge der deutschen Leichtathletik seit 1986. AGON, Kassel 1994, ISBN 3-928562-38-X.
- Alle Deutschen bei Olympischen Spielen, Welt- und Europameisterschaften von 1896–2000. Steinmetz, Kassel 2001.